# Ledomyia primigenia
Ledomyia primigenia är en tvåvingeart som beskrevs av Boris Mamaev 1994. Ledomyia primigenia ingår i släktet Ledomyia och familjen gallmyggor. Inga underarter finns listade i Catalogue of Life.